# Ferat Koçak
 (février 2025).
Ferat Koçak, né le 26 mai 1979 à Berlin-Ouest, est un homme politique allemand, membre de Die Linke.
Militant antifasciste, il est élu député de Berlin lors des élections régionales de 2021, il est réélu en février 2023.
Lors des élections fédérales du 23 février 2025, il est élu député au Bundestag dans la circonscription de Berlin-Neukölln (de) avec 30% des voix. Cette victoire symbolise, pour Die Linke, la première circonscription ouest-allemande remportée par le parti de gauche.

## Biographie

### Famille et études
Ferat Koçak est né le 26 mai 1979 à Berlin-Ouest. Il est un  petit-fils de travailleurs immigrés kurdes, originaires d'Anatolie.
Après avoir étudié l'économie à l'Université libre de Berlin, il obtient un diplôme en économie. Il est ensuite embauché en tant que stagiaire au sein du groupe Allianz et devient cadre dans l'entreprise après avoir réussi les examens internes.
Il travaille ensuite en tant que directeur marketing spécialisé dans le numérique à l' Université des sciences appliquées et de la technologie de Berlin (de) (BHT) et dans d'autres universités, puis comme chargé de campagne numérique chez Campact (en).

### Parcours politique

#### Militantisme antifasciste et ralliement à Die Linke
Proche des réseaux turcs et kurdes de gauche à Berlin, il décide de rejoindre le parti Die Linke en 2016, en réaction à la montée de l'Alternative pour l'Allemagne (AfD).
La même année, lors des élections régionales de 2016 à Berlin, il se présente à la Chambre des députés de Berlin dans la circonscription Berlin-Neukölln 6. Il n'est pas élu.

#### Incendie de son domicile par des militants d'extrême droite
En février 2018, la voiture et la maison de la famille de Ferat Koçak sont incendiées par des militants néonazis. Sebastian T. et Tilo P., les auteurs de l'attaque, sont respectivement condamnés à une peine totale de prison de trois ans et six mois et deux ans et 10 mois. La police berlinoise et les services secrets, bien qu'au courant que les deux militants espionnaient Koçak, n'auraient pas prévenu ce dernier en temps voulu.

#### Député de Berlin
Lors des élections régionales de 2021 à Berlin, il est cette fois-ci candidat dans la circonscription Berlin-Neukölln 5. Il obtient 5% des voix, il est élu grâce au scrutin de liste de Die Linke. En février 2023, il est réélu.
En tant que député de Berlin, Ferat Koçak est le porte-parole du groupe sur les questions de politique antifasciste ainsi que de politique des réfugiés et du climat. Dans le cadre de son travail législatif, il est membre des commissions de l'intérieur, de la sécurité et de l'ordre ainsi que de l'environnement et de la protection du climat[réf. nécessaire].

#### Député au Bundestag
Lors des élections fédérales de février 2025, Ferat Koçak est candidat sur la circonscription de Berlin-Neukölln (de). Il est élu avec 30% des voix, loin devant ses adversaires de la CDU ou du SPD.
Pour la première fois de son histoire, le parti Die Linke remporte une circonscription ouest-allemande. Cette victoire est attribuée à un militantisme important, notamment au travers des porte-à-porte, pendant la campagne électorale.

## Positions politiques
Pendant la guerre de Gaza, il estime qu'Israël commet un génocide contre les Palestiniens. En octobre 2023, une publication sur les réseaux sociaux de Ferat Koçak suscite la controverse. Celui-ci avait publié la photo d'une fiche d'exercices qui aurait été distribuée dans une école de Kreuzberg. Dans cette fiche, les élèves auraient été invités à prendre position sur le conflit au Moyen-Orient et à expliquer s'ils jugeaient la guerre entre le Hamas et Israël justifiée. L'existence de cette fiche d'exercices a été par la suite démentie, des allégations de désinformation étant formulées à l'égard de Ferat Koçak. En février 2025, il publie une déclaration sur le portail theleftberlin.com intitulée « Stop au génocide ! Brisons le silence !». Selon Jungle World, « il y propage le mensonge, actuellement répandu parmi les militants de gauche, animés d'une satisfaction revancharde contre l'État juif, selon lequel celui-ci commet un génocide contre les Palestiniens. »
Ferat Koçak est décrit par la presse allemande comme une menace non seulement pour la ville de Berlin, mais pour l'État de droit allemand tout entier. Le député de Berlin prône la nationalisation massive des fonds de logement, la nationalisation des entreprises et des restrictions radicales à la libre entreprise. Pour Die Welt, Koçak incarne un visage de Berlin qui n'est plus celui d’une ville de mixité culturelle, mais le symbole d'une expérience de gauche plus proche des rêves révolutionnaires que d'une gouvernance urbaine réaliste. À cela s'ajoute un antagonisme déclaré envers Israël et des liens avec des groupes pro-russes et pro-palestiniens.